# Leder (Familienname)
Leder ist ein deutscher Familienname.

## Herkunft und Bedeutung
Der indirekte Berufsname Leder geht auf das mittelniederdeutsche ledder oder leder bzw. das mittelhochdeutsche leder (deutsch: Leder) zurück und bezeichnet damit den Beruf des Gerbers (Lederer, Lederhersteller) oder des Lederhändlers.

## Varianten
- Leeder, Lehder, Lederle, Ledermann

## Namensträger
- David Leder (1888–1947), deutscher Unternehmer und Kunstsammler
- Dieter Leder (1942–2023), deutscher Konteradmiral
- Dietrich Leder (* 1954), deutscher Medienwissenschaftler, Publizist und Filmschaffender
- Erwin Leder (* 1951), österreichischer Schauspieler
- Erwin Leder (Mediziner) (1914–1997), österreichischer Arzt und Gerechter unter den Völkern
- Frank Leder (* 1962), deutscher Massagetherapeut
- Gilah Leder (* 1941), australische Mathematikpädagogin
- Gottfried Leder (1929–2024), deutscher Politikwissenschaftler
- Hans Leder  (1843–1921), österreichischer Naturforscher und Ethnologe
- Hans-Günter Leder (1930–2006), deutscher Theologe, Hochschullehrer und Autor
- Helmut Leder (* 1963), Psychologe der Ästhetik und kognitiven Ergonomie
- Johann Heinrich Leder, Gründer der Lichte Porzellan
- Jutta Leder (* 1947), deutsche Politikerin (SPD)
- Kunz Leder der Jüngere, Bürgermeister von Heilbronn (1402)
- Lola Leder (1892–1977), deutsche Kunstsammlerin und Ehefrau von David Leder
- Lothar Leder (* 1971), deutscher Triathlet
- Lutz-Dietrich Leder (1933–2013), deutscher Pathologe
- Mimi Leder (* 1952), US-amerikanische Filmregisseurin
- Nicole Leder (* 1971), deutsche Triathletin
- Philip Leder (1934–2020), US-amerikanischer Genetiker
- Richard Leder, deutscher Autorennfahrer
- Rudolph Leder (1915–1997), deutscher Schriftsteller und Übersetzer französischer Texte, siehe Stephan Hermlin
- Stefan Leder (* 1951), deutscher Orientalist
- Stella Leder (* 1982), deutsche Autorin, Dramaturgin und Leiterin des Instituts für Neue Soziale Plastik
- Walter Leder (Landschaftsarchitekt) (1892–1985), Schweizer Landschaftsarchitekt
- Walter Leder (1947–2012), deutscher Verwaltungsjurist
- Wolf Leder (1906–2009), deutscher Kostüm- und Bühnenbildner
- Wolfgang Leder (1936–1978), deutscher Komponist und Dirigent